# Ernst Martin
Ernst Martin, född den 5 maj 1841 i Jena, död den 15 augusti 1910 i Strassburg, var en tysk språkforskare, son till Eduard Arnold Martin. 
Martin, som var professor vid universitetet i Strassburg, författade Mittelhochdeutsche grammatik (1865; 12:e upplagan 1896), Examen critique des manuscrits du roman de Renard (1872) och (med H. Lienhart) Wörterbuch der elsässischen mundarten (1899 ff.) samt var oavlåtligt verksam som kommentator och utgivare av medeltida franska och tyska dikter.